# Bugari

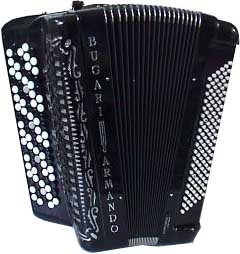
Chromatisches Knopfakkordeon von Bugari, B-Griff

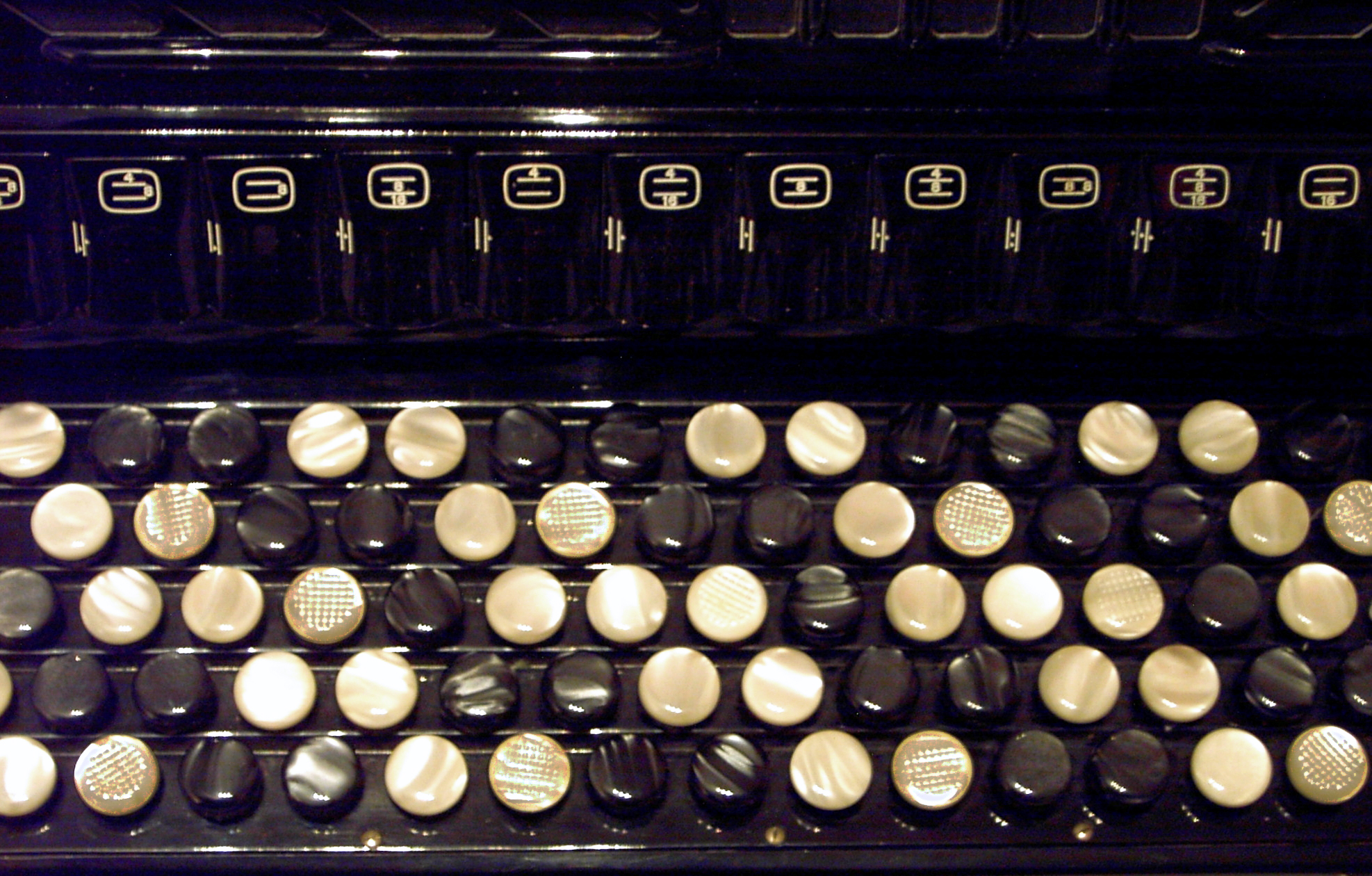
Tastenbrett eines Bugari-Akkordeons mit den für Bugari typischen numerischen Fußlagen-Angaben im Registersymbol

Bugari Armando SRL ist ein italienischer Hersteller für handgearbeitete Akkordeons. Die Firma wurde 1900 in Castelfidardo von Enrico Bugari gegründet. In Castelfidardo befinden sich neben Bugari über 50 traditionsreiche und weltweit bedeutende Akkordeonbauer. Bugari Akkordeons sind bekannt für ihren warmen, weichen Cassottoklang und die hervorragende Verarbeitung. Die Palette an Instrumenten reicht dabei von kleinen Schülerinstrumenten bis hin zu Konzertinstrumenten und Bayan.
Bugari baut sowohl Knopf- als auch Tastenakkordeons mit Stradella-Basssystem, Melodiebass oder Konverterbass. Bis auf wenige Einsteigermodelle werden die Instrumente nach Kundenwunsch gebaut. Bugari ist besonders bekannt für seine warmen Cassotto-Register.